# فلك الأفلاك
فلك الأفلاك، التي كانت تُعرَف قديمًا باسم دزبار أو شابورخواست هي قلعة تقع أعلى قمة تل كبير يحمل الاسم نفسه في مدينة خرم آباد بعاصمة إقليم لرستان في إيران. وشُيّد هذا البناء المهيب في عهد ساسانيون (226–651).
يجري نهر خرم آباد بالجانب الشرقي والغربي الجنوبي لتل فلك الأفلاك، مما يوفر الحماية الطبيعية لذلك الحصن. ويحيط الآن بالجانبين الغربي والشمالي للتل الأحياء السكنية لمنطقة خرم أباد.

## معلومات تاريخية
تُعَد قلعة فلك الأفلاك أحد أهم الأبنية الهندسية التي شُيدت في عهد ساسانيون. وقد أُطلِق عليها عدد من الأسماء منذ تشييدها منذ أكثر من 1800 عام. ومن هذه الأسماء المُسجَّلة: شابورخاست أو حصن سابرخاست، وديزباز، وقلعة خمر آباد، وأخيرًا قلعة فلك الأفلاك.
كانت قلعة فلك الأفلاك على مدى عدة عهود مركز الحكم لعدد من الدول، منها الدولة الحسنوية وعدة سلالات فرعية من الدولة البويهية ومن ثم أصبحت مركز ومقر إقامة حكام دولة الأتابكة بني خورشيد وخلفائهم ولاة لرستان.
وقد اُستخدِمت هذه القلعة فيما بعد بعصر الدولة البهلوية كسجن.

## التخطيط الهندسي
تبلغ مقاييس أساسات القلعة فعليًا حوالي 400 م (980 قدمًا × 1300 قدم). ويرتفع البناء بأكمله، متضمنًا التل، 40 مترًا فوق المنطقة المحيطة.
وتغطي القلعة ذاتها مساحة قدرها 5300 متر مربع (57000 قدم مربع). ويمتد محيطها لمساحة 2860 متر (9380 قدمًا)، كما أن أطول جدرانها يبلغ 22.5 مترًا. وتنقسم هذه المساحة إلى أربع قاعات كبيرة وما يتصل بها من غرف وأروقة. وتحيط جميع الغرف بفناءين بالقياسات التالية: قياسات الفناء الأول 31 by 22.5 متر (102 قدم × 74 قدم)، والثاني 29 by 21 متر (95 قدم × 69 قدم). وكانت هذه القلعة تحوي عند بنائها 12 برجًا، لكن هذه الأبراج لم يتبق منها إلى الآن سوى اثنين فقط. يقع مدخل القلعة ناحية الشمال داخل البرج الشمالي الغربي. ويقع بئر مياه الحصن في المنطقة التي تقع خلف الفناء الأول. والجزء الأكبر من البئر منحوت على عمق 40 مترًا في الصخور لكي يصل إلى مصدر ينبوع جولستان. ولا يزال البئر قابلاً للاستخدام حتى يومنا هذا. أما المواد المصنوع منها الحصن، فهي طوب طيني، وطوب طيني مشوي، وصخور، أخشاب، ومِلاط.

### البِنى المحيطة
توصلت الدراسات الأثرية إلى وجود متراس يتألف من طبقتين واثني عشر برجًا حول بناء القلعة الحالي. ويمتد أغلب هذا المتراس ناحية الغرب. ولم يتبق من الأبراج الإثني عشر إلى الآن سوى برجين فقط، وهما الموجودان ناحية الشمال الغربي والجنوب الغربي للقلعة الحالية.

### نظام التخلص من الرطوبة
يبدو أن قلعة فلك الأفلاك قد زودت بنظام مزيل للرطوبة عند بنائها. كان الخبراء يعتقدون في السابق أن هذه القنوات المزيلة للرطوبة، التي يبلغ ارتفاعها أكثر من متر واحد وتغطي المساحة بأكملها تحت القلعة، كانت عبارة عن مخابئ للمقيمين فيها. لكن حقيقة الأمر هي أن المهندسين الساسانيين كانوا على دراية بتقلب المناخ والمياه الجوفية بالمنطقة، ومن ثم زودوا القلعة بنظام لإزالة الرطوبة. ويدخل في بناء فلك الأفلاك مواد مختلفة، مثل الصخور والأخشاب المقاومة للرطوبة. ولهذا بُنيت القلعة على أعلى بقعة في مدينة خرم آباد لكي تتخلل الرياح البناء وتجفف أساساتها.

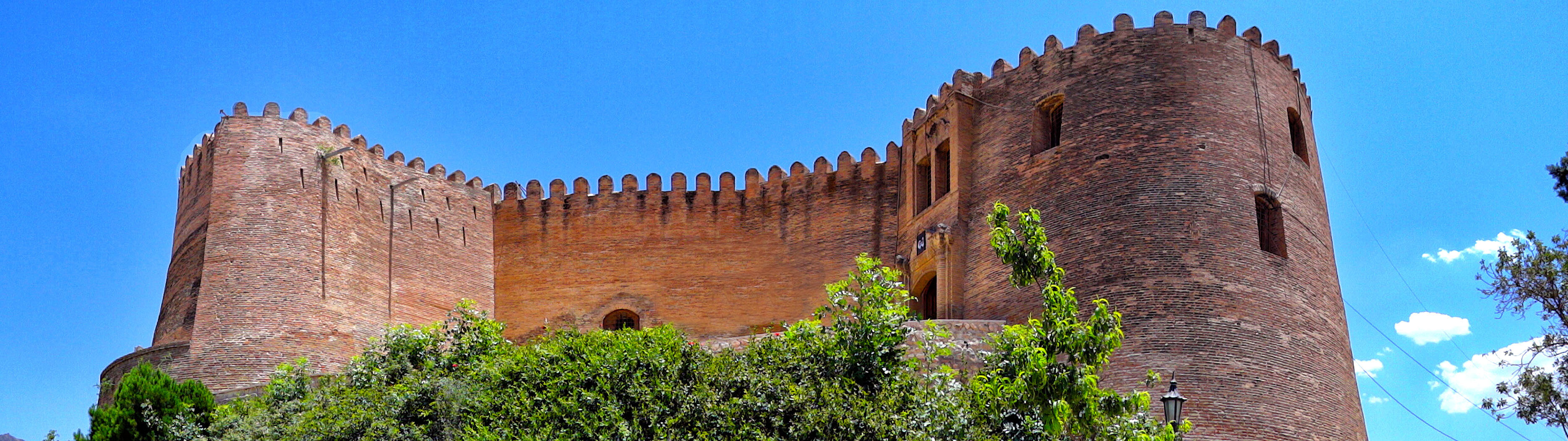